# Andy Hertzfeld

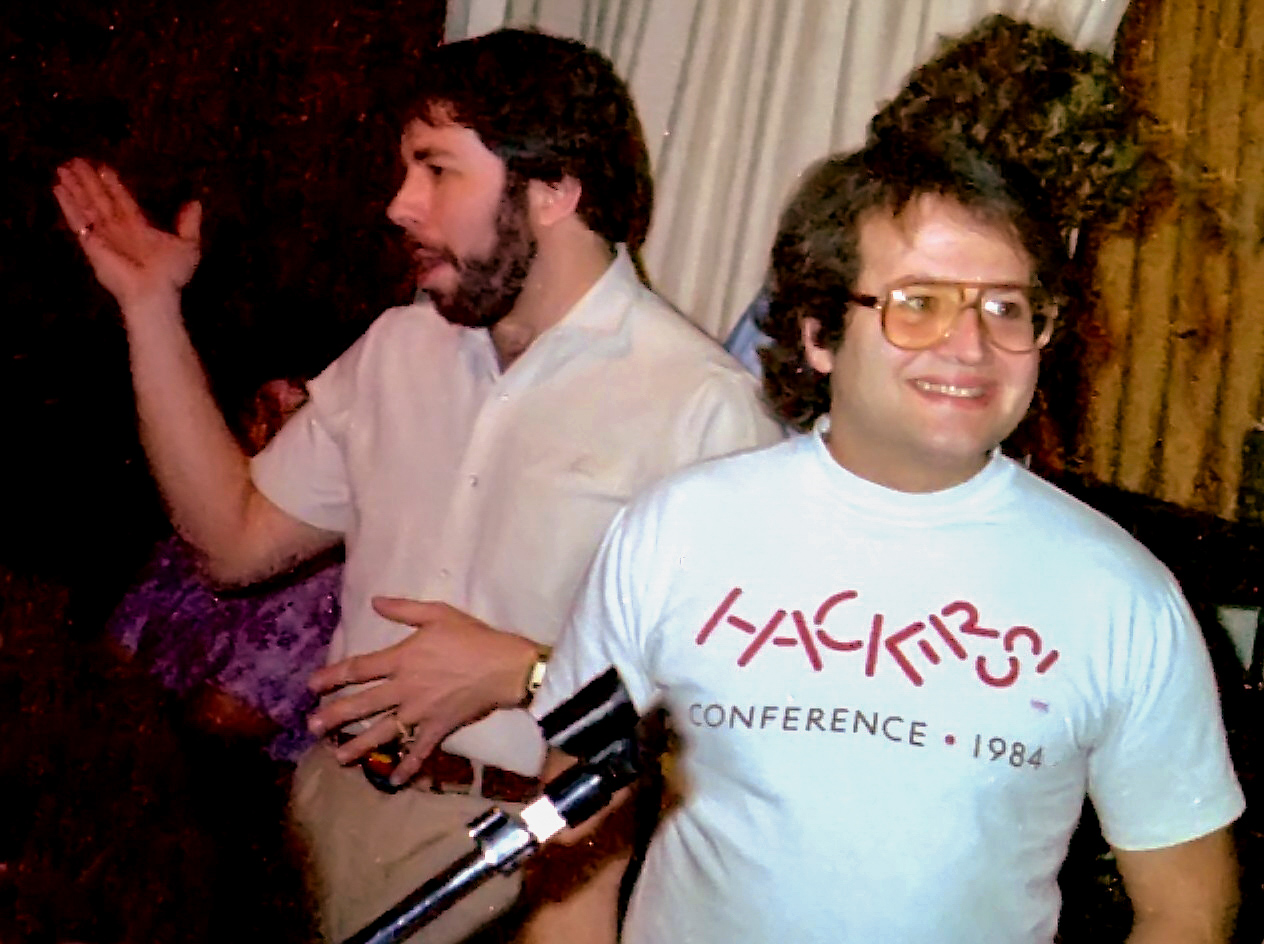
Steve Wozniak und Andy Hertzfeld (rechts) beim Apple Computer Users Group Meeting (1985)

Andy Hertzfeld (* 6. April 1953 in Philadelphia, Pennsylvania) ist ein US-amerikanischer Softwareentwickler.  Als ein führendes Mitglied des ursprünglichen Entwicklungsteams hat er seit den Anfängen der Apple Computer, Inc. sowohl beim Design als auch der Entwicklung bis hin zur Unterstützung von Open-Source-Software bei der Open Source Applications Foundation dabei mitgewirkt, Computer einfacher und besser bedienbar zu gestalten.
Hertzfelds Apple-Visitenkarte führte als Berufsbezeichnung „Software Wizard“ (Software-Magier), und er schrieb große Anteile der Macintosh-Systemsoftware, unter anderem den Großteil des ROM-Codes, die User Interface Toolbox und eine Reihe innovativer Komponenten, die heute in vielen GUIs Standard sind, zum Beispiel das Kontrollfeld (Control Panel).

## Leben

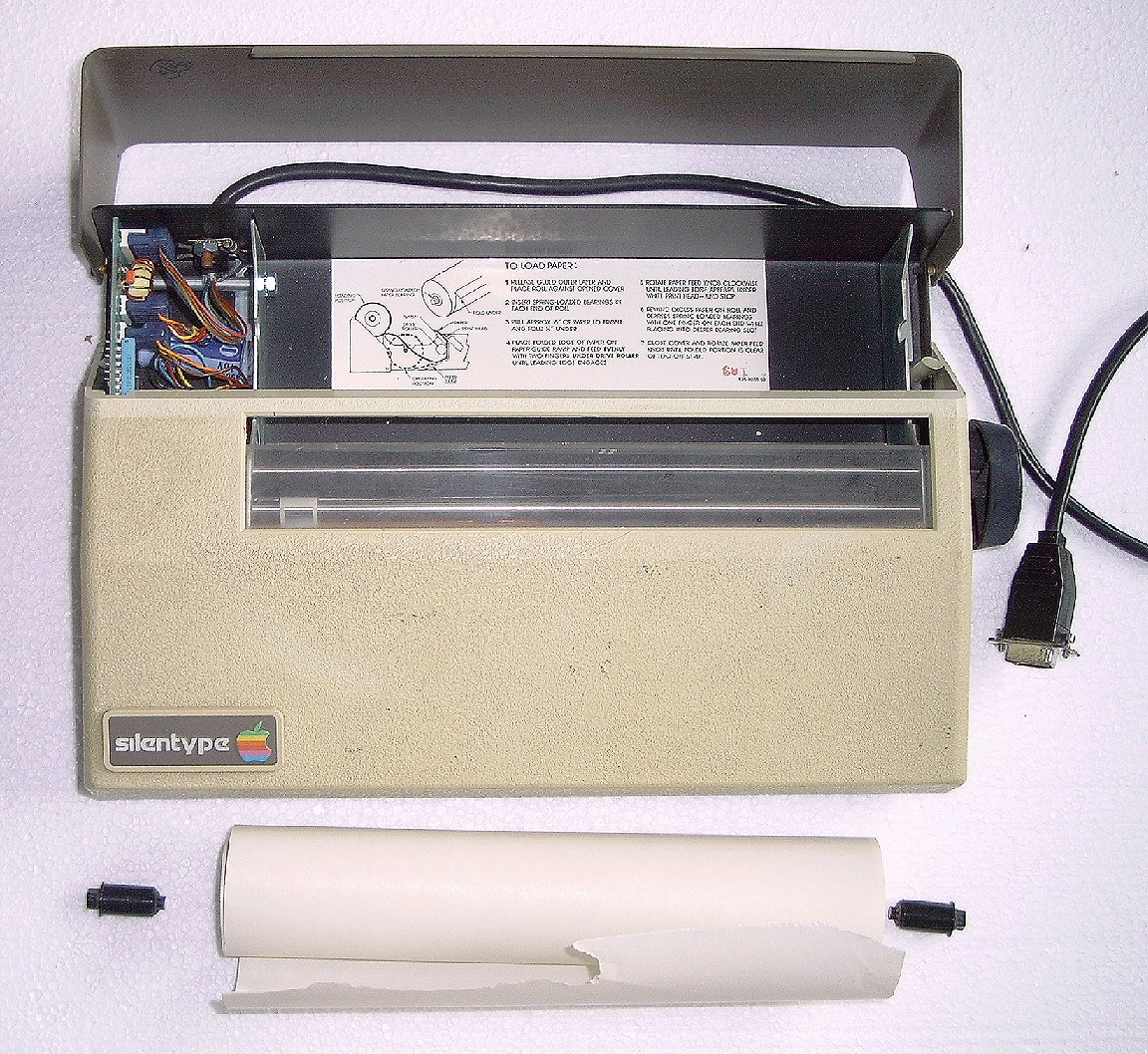
Apple Silentype Thermodrucker; geöffnet mit Papierrolle

Nach seinem Abschluss 1975 an der Brown University im Fach Computer Science besuchte Hertzfeld die graduate school in der University of California, Berkeley. 1978 kaufte er einen Apple II Computer und begann bald darauf, Software zu entwickeln. Er wurde bei Apple 1979 als Systemprogrammierer angestellt und entwickelte den Silentype-Drucker und die erste 80-Zeichen-Karte für den Apple II.
Nach einer Umgestaltung des Apple-II-Teams wurde Hertzfeld auf eigene Bitte im Februar 1981 vom Apple-Mitgründer Steve Jobs in das neugegründeten Macintosh-Team geholt. Dort arbeitete er für Bud Tribble und Seite an Seite mit Bill Atkinson und Burrell Smith. Hertzfeld wurde einer der führenden Software-Architekten des Mac OS, das wegen seiner grafischen Benutzeroberfläche als revolutionär angesehen wurde.
Seit er Apple 1984 verließ, hat er drei neue Firmen mitgegründet: Radius (1986), General Magic (1990) und Eazel (1999), wo er half, den Nautilus Dateimanager für die GNOME-Umgebung unter Linux zu entwickeln. Auch unter Linux sind ihm Innovation und eine einfache Benutzung wichtig.
Anfang 2004 eröffnete er folklore.org, eine Website, die Dutzende von Anekdoten über die Entwicklung des ersten Macintosh enthält. Die Geschichten wurden im Dezember 2004 unter dem Titel Revolution in the Valley veröffentlicht.
Von August 2005 bis Juli 2013 arbeitete Hertzfeld für Google, dort war er hauptverantwortlich für die Benutzeroberfläche von Google+.
Mittlerweile befindet sich Hertzfeld hauptsächlich im Ruhestand und bezeichnet sich selbst als retired Hacker, er tritt mitunter aber noch als Investor, zuletzt in das Start-up Spatial, in Erscheinung.

## Schriften
- Revolution in the Valley – The Insanely Great Story of How the Mac Was Made. O’Reilly Associates 2004. ISBN 0-596-00719-1